# Саламалик
Саламалик (Салам-Алик) (кирг.Саламалик) — село в Кыргызстане, составе в Узгенского района Ошской области. Административный центр Саламаликского аильного округа.
Расположено на юго-западе республики на высоте 1288 м. Основа экономики — сельское хозяйство.
По состоянию на конец 2022 года население села составляло 1610 жителей, в 2021 году было 1898 жителей. , в 2009 году – 1588 человек.
Почтовый индекс	– 723620. Телефонный код – +996.